# Chiesa di Santa Maria degli Angeli (Sora)
La chiesa di Santa Maria degli Angeli è un luogo di culto cattolico situato a Sora (Fr), città che ospita la sede vescovile della diocesi di Sora-Cassino-Aquino-Pontecorvo.

## Storia e caratteristiche architettoniche
La realizzazione dell'attuale complesso conventuale dei Padri Passionisti e la Chiesa di Santa Maria degli Angeli a Sora interessò gli ultimi anni del 1500. La conclusione della chiesa avvenne nel 1601, come testimoniato dalla data scolpita sull'architrave del portale d'ingresso della chiesa stessa.
L'edificio di culto ed il convento di cui è parte integrante sorsero per volontà del cardinale Cesare Baronio che tuttavia non poté vedere la fine della loro costruzione.
Il complesso, che nel tempo ha subito molteplici mutazioni, fu edificato con il contributo economico dello stesso Baronio, con le offerte della popolazione sorana.
A suggellare ciò sono posti: a destra del portale d'ingresso in alto lo stemma del Card. Baronio; a sinistra è collocato lo stemma della Città di Sora, ove si legge in latino: “La devotissima città di Sora, col divino aiuto, condusse a termine, dalle fondamenta, questa abitazione 1610”.
Ulteriori lavori furono eseguiti nel 1840-1842 per ampliare le parti del convento, con la realizzazione di una nuova ala, al fine di rendere la struttura idonea ad ospitare i Padri Passionisti e la realizzazione del campanile.
In seguito i Passionisti intervennero nuovamente sul fabbricato aggiungendo un altro piano per accogliere i chierici in formazione.
Nel 1854 fu realizzato un coro sopra i fornici del portico modificando in tal modo la facciata originaria della chiesa. Per l'occasione furono realizzati anche adattamenti che interessarono l'interno della chiesa, le cappelle e la pavimentazione.
Inizialmente il convento fu sede dei Padri Cappuccini, venuti a Sora nel 1600, sempre per volontà del Card. Baronio. Una piccola campanella, collocata oggi all'ingresso del convento porta la data del·1640 e serviva per richiamare i fedeli alle funzioni liturgiche con il motto: “Ave grathia plena", in assenza del campanile che fu realizzato solo successivamente. Nel cortile interno del convento è posto un arco in pietra che porta incisa la data 1739.

I padri Cappuccini, come tanti altri religiosi furono costretti a lasciare la sede convettuale sorana nel 1810-1814 per soppressione napoleonica, non facendo più ritorno da allora.

Dopo una breve gestione dei padri Alcantarini che avvenne attorno al 1821-1822, la struttura fu abbandonata per qualche tempo per essere infine affidata ai padri Passionisti che ne presero definitivo possesso il 6 marzo 1842.
Dal 1862 al 1866 il convento fu requisito dai Piemontesi ed incamerato nei beni del demanio per essere adibito a caserma militare; dal 1867 al 1896 il piano superiore fu adibito ad ospedale, mentre ai padri Cappuccini, considerati ospiti, fu concessa la possibilità di essere cappellani. Successivamente fu ripristinata l'antica destinazione conventuale e i Pp. Passionisti poterono tornare in possesso degli spazi precedentemente requisiti e svolgere pienamente le loro attività pastorali.
In tempi recenti (1969), per assecondare tra l'altro la venerazione dei sorani a San Gabriele, fu realizzata la cappella dedicata appunto a San Gabriele dell'Addolorata.
La facciata principale della chiesa, è rivestita in lastre di travertino bianco e dotata di un insolito porticato a 5 arcate; rimaneggiata a più riprese nel tempo, è costituita attualmente da un corpo centrale, leggermente avanzato rispetto ai due corpi laterali che risultano essere più bassi di esso. 

La porzione centrale a due livelli è sormontata da un timpano, mentre il registro inferiore è caratterizzato da tre archi a tutto sesto per l’accesso all'esonartèce; il secondo registro, presenta quattro paraste lisce che sostengono il timpano sommitale ove la cornice orizzontale risulta interrotta per l’inserimento di uno scudo ovale lapideo con l'emblema della congregazione. Tra le coppie di paraste è presente un finestrone centrale rettangolare dotato di timpano curvo e mensola parapetto sostenuta da una coppia di volute. 

Le porzioni laterali presentano ognuna, al primo livello, un arco a tutto sesto per l’accesso al porticato con sovrapposta finestra rettangolare dotata di cornice perimetrale.
Internamente, la chiesa è costituita da un’aula a campata unica con volta a botte decorata, sulla quale affacciano due cappelle: l’una sul lato destro a pianta quadrata dedicata a San Paolo della Croce; l’altra sul lato sinistro più piccola a pianta rettangolare dedicata al Cristo in Croce.
Appena varcata la soglia d’ingresso si accede ad una sorta di endonartèce su cui insiste la cantoria con l’organo a canne.
 
L'assetto planimetrico della chiesa è stato recentemente modificato (1969) con l'aggiunta di un corpo per ospitare l'aula destinata alla venerazione di San Gabriele dell'Addolorata fruibile da una terza cappella, quest'ultima accessibile dall'endonartèce posto sotto la cantoria.
In questa nuova aula è collocata la statua del Santo di cui la cappella porta il nome, mentre sulla parete laterale campeggia il dipinto "sulla via del Sepolcro", a firma del pittore contemporaneo Michele Rosa. Nella stessa aula è anche presente una scultura lignea dell'artista Giovanni Leonetti, anch'egli contemporaneo e scomparso il secolo scorso.

Nella cappella di San Paolo della Croce sono presenti due grandi dipinti su tela di autore ignoto dell'inizio del XIX secolo, mentre, sulla parete di fondo, all'interno dell'edicola ivi presente è posta la statua del Santo omonimo. 

Nella cappella del Cristo in Croce campeggia, sulla parete di fondo, un crocifisso probabilmente del XVI secolo.
L’altare maggiore di gusto barocco, leggermente sopraelevato, incornicia quattro opere pittoriche coeve tra cui la più grande, centrale, è attribuita al pittore senese Francesco Vanni. L'opera raffigura la Madonna (Santa Maria degli Angeli) circondata da angeli, commissionata dallo stesso Card. Baronio, ai piedi della quale sono posti inginocchiati, a sinistra San Francesco, a destra Santa Restituta patrona di Sora. Tra i due santi è raffigurata la città di Sora turrita, così com'era nel XVII secolo e costituisce una delle più antiche rappresentazioni iconografiche della città. La stessa tela, senza la presenza di Santi, fu commissionata dallo stesso Baronio ed ora conservata nella chiesa dei Ss. Nereo e Achilleo a Roma. A destra e a sinistra del pannello pittorico centrale sono posti altri due pannelli minori che raffigurano rispettivamente San Pietro e San Paolo Evangelista. Sopra la tela centrale è inoltre collocato un quarto pannello rappresentante il Compianto sul Cristo morto con la Madonna, San Francesco e Santa Restituta.

## Galleria d'immagini

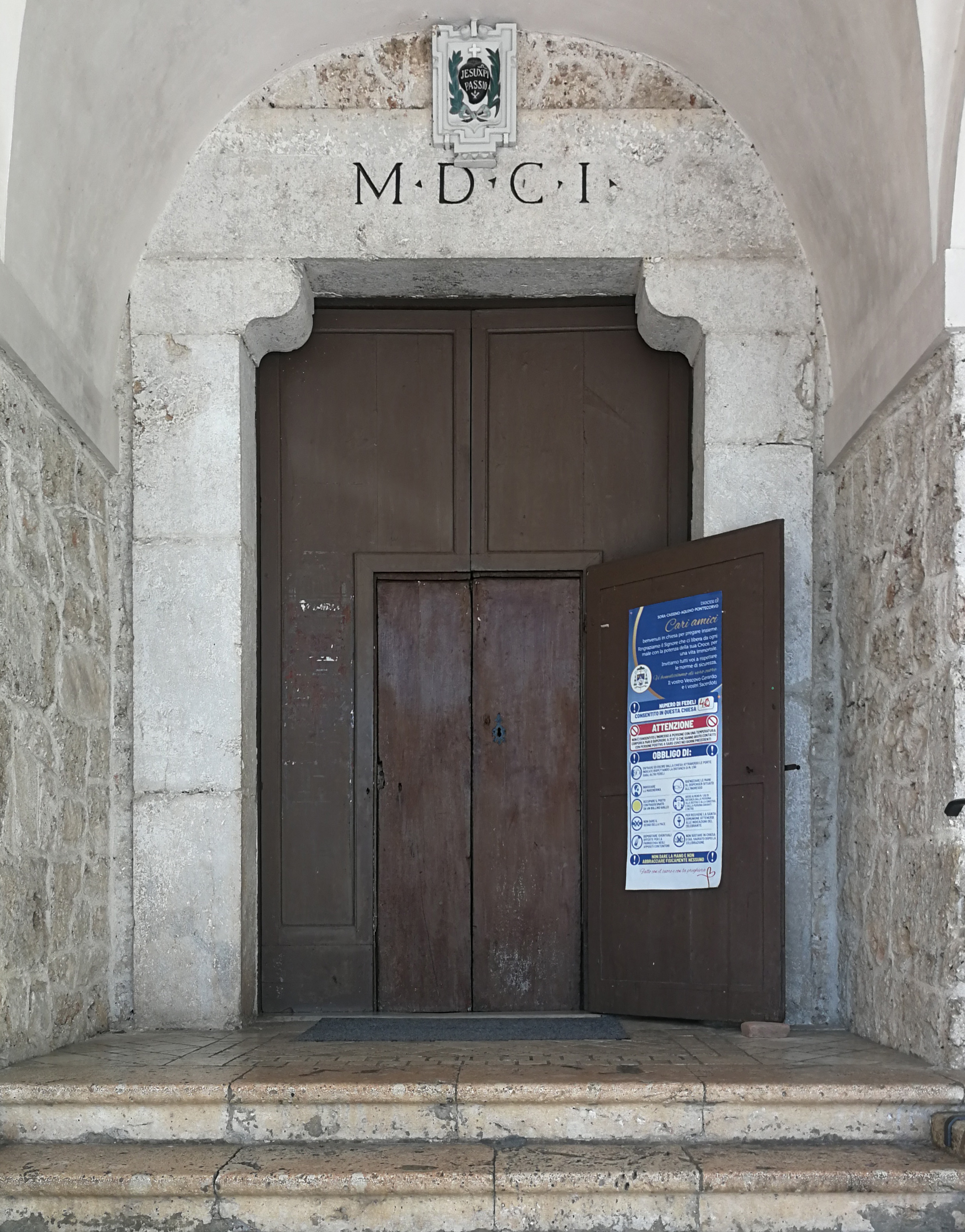
Portale d'ingresso
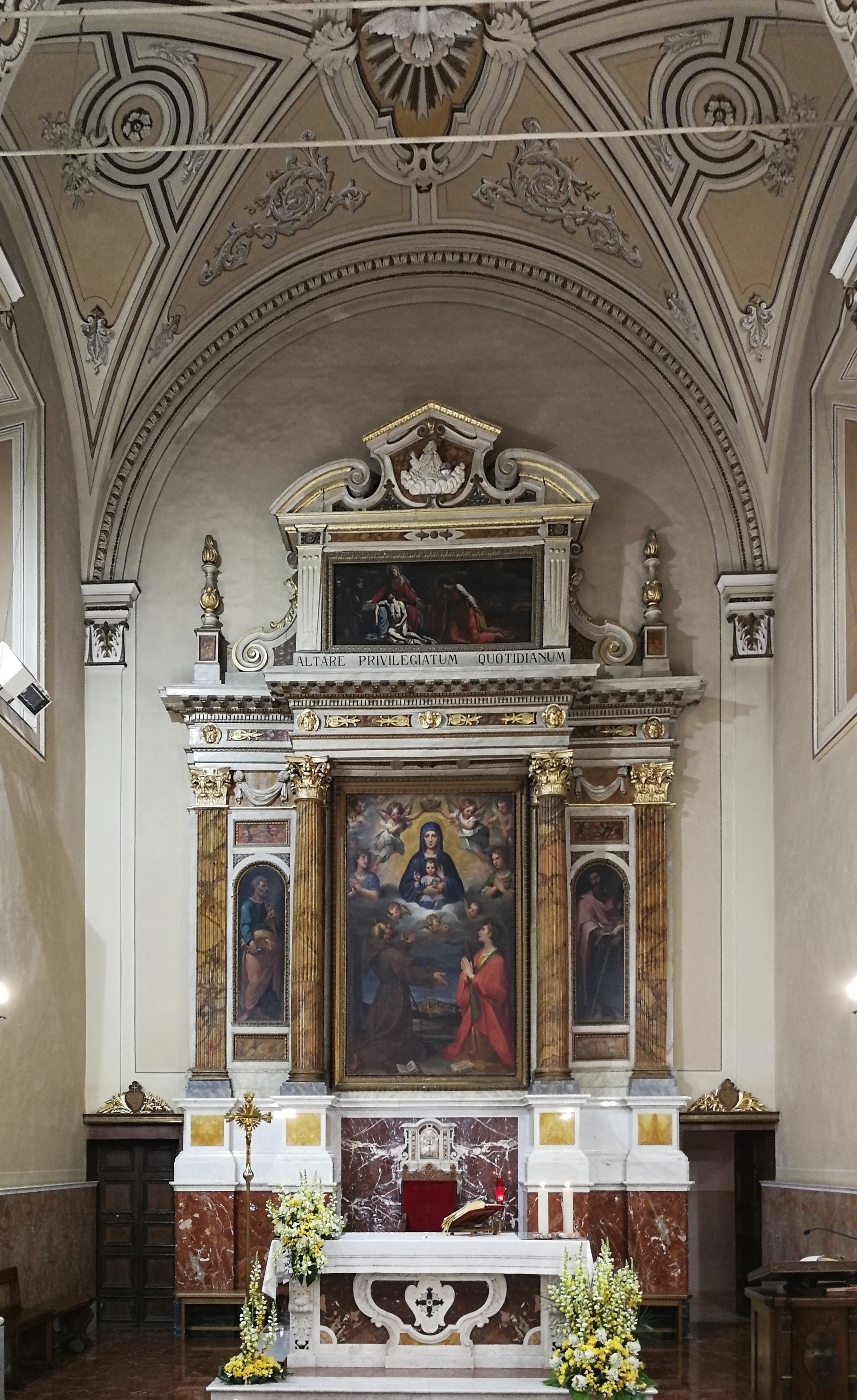
Altare Maggiore
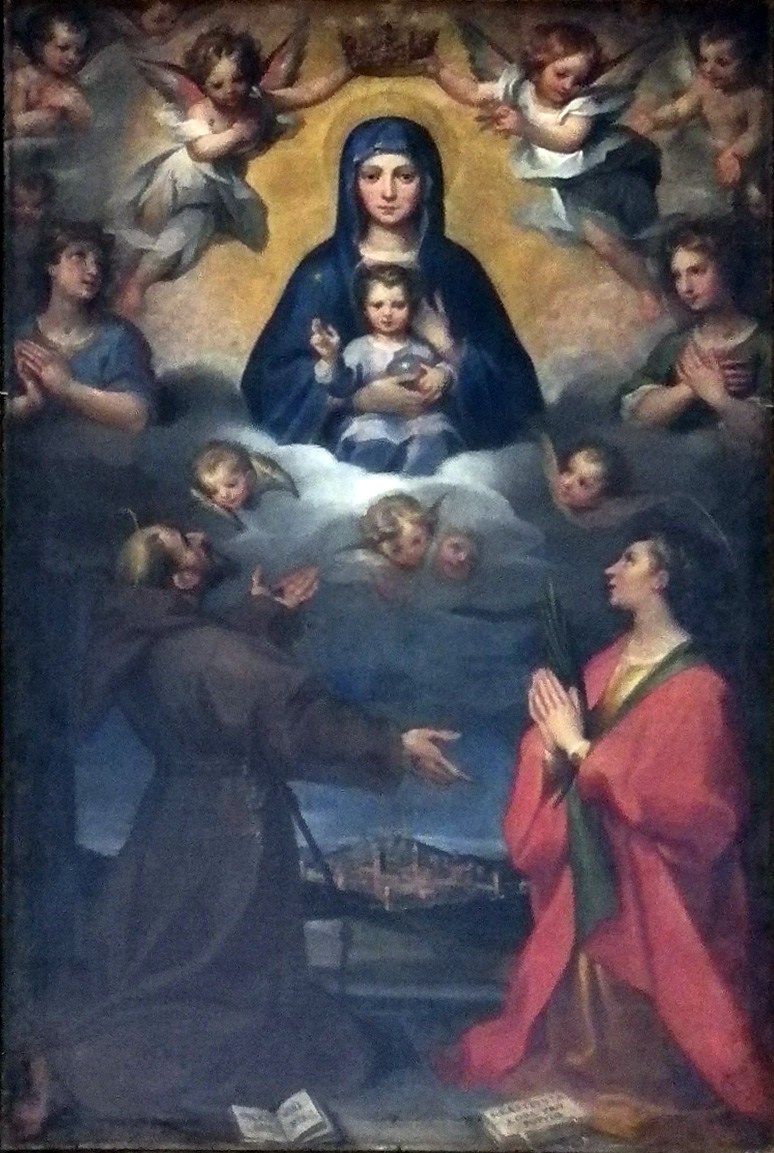
Santa Maria degli Angeli e i SS. Francesco e Restituta (di F. Vanni)
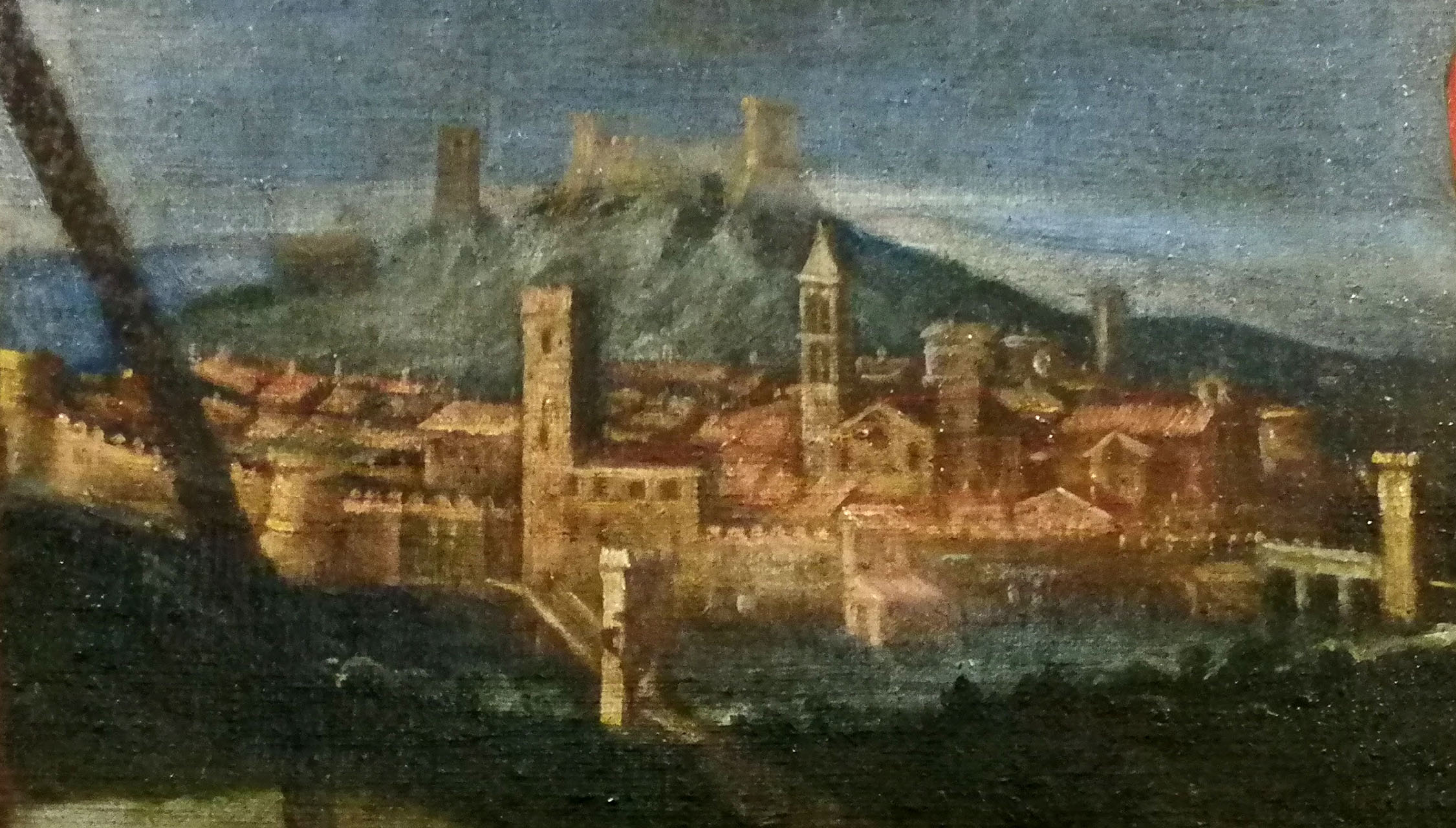
Sora nel 1604 (Particolare)
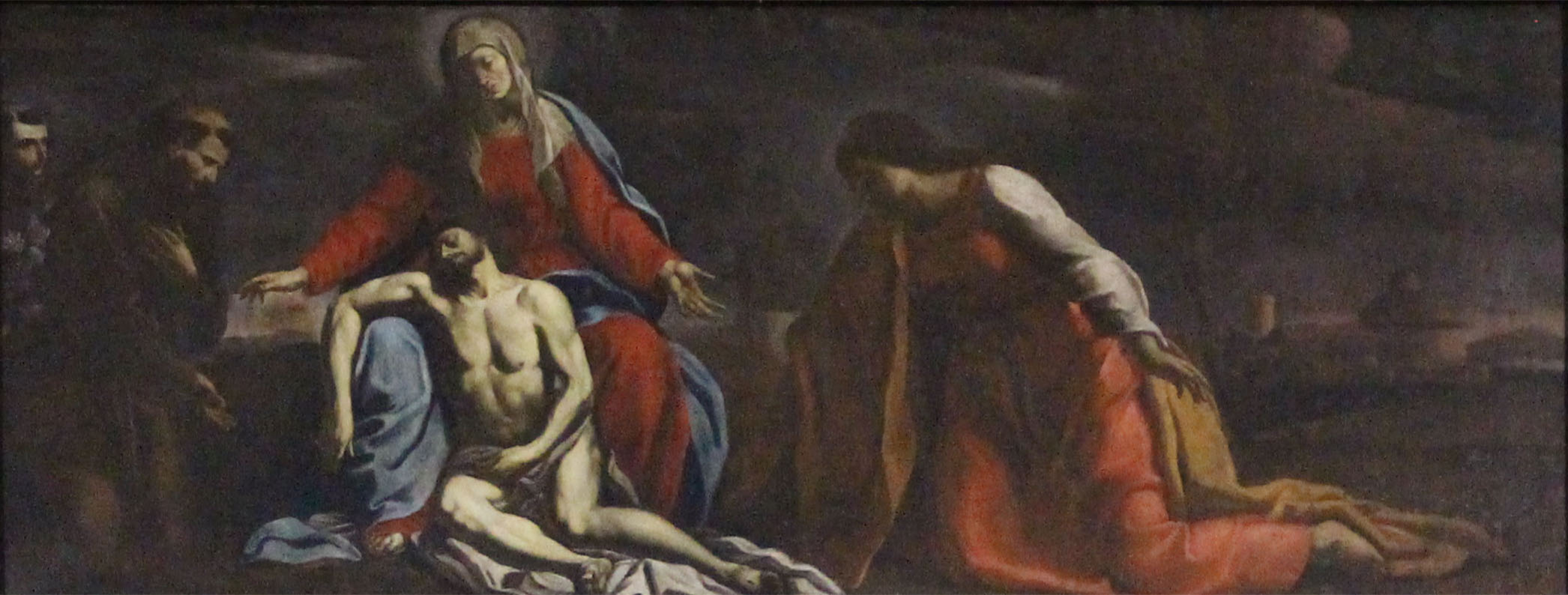
Compianto sul Cristo morto, con la Madonna, San Francesco e Santa Restituta.
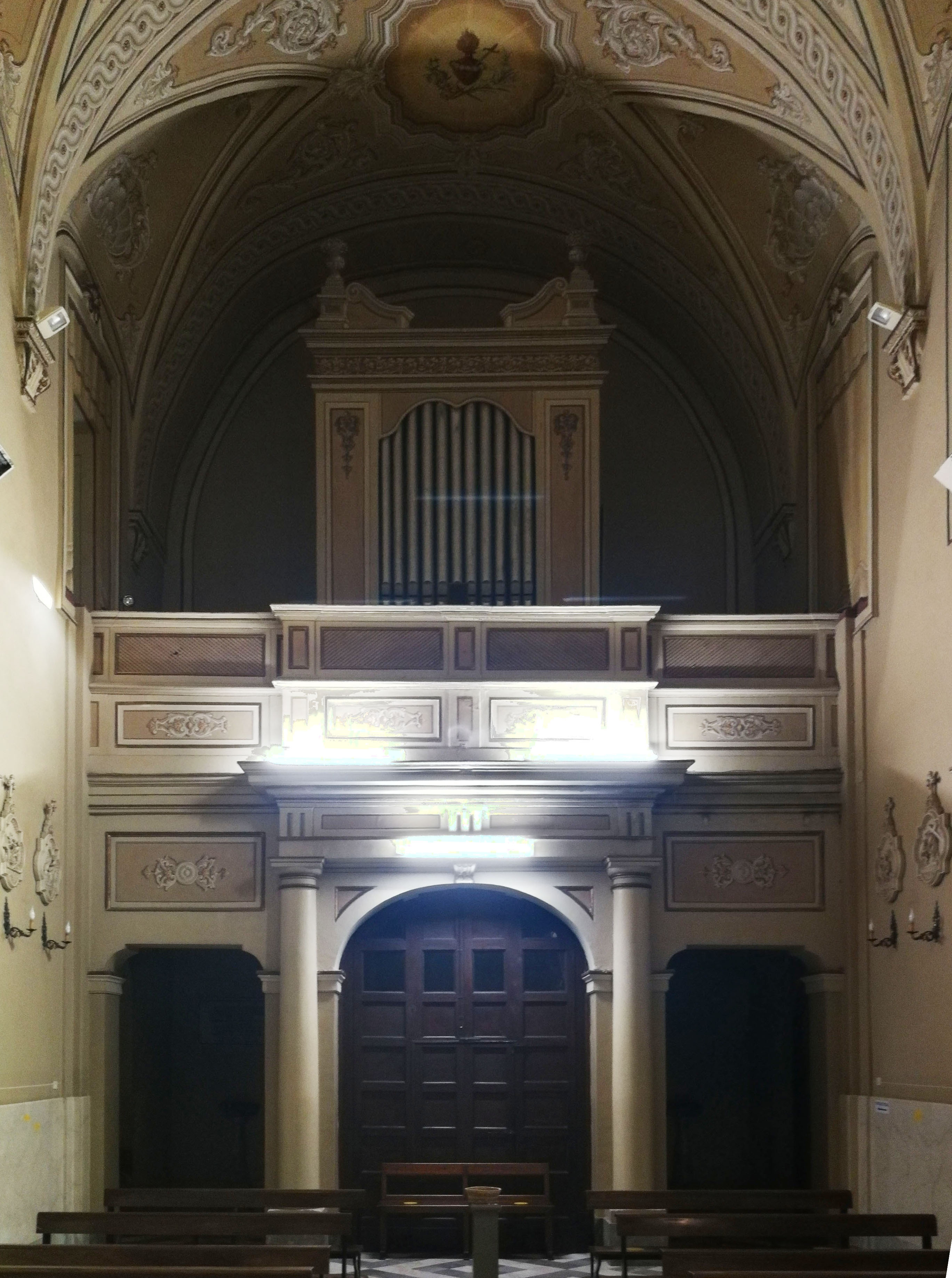
Cantoria con organo e sottostante endonartèce
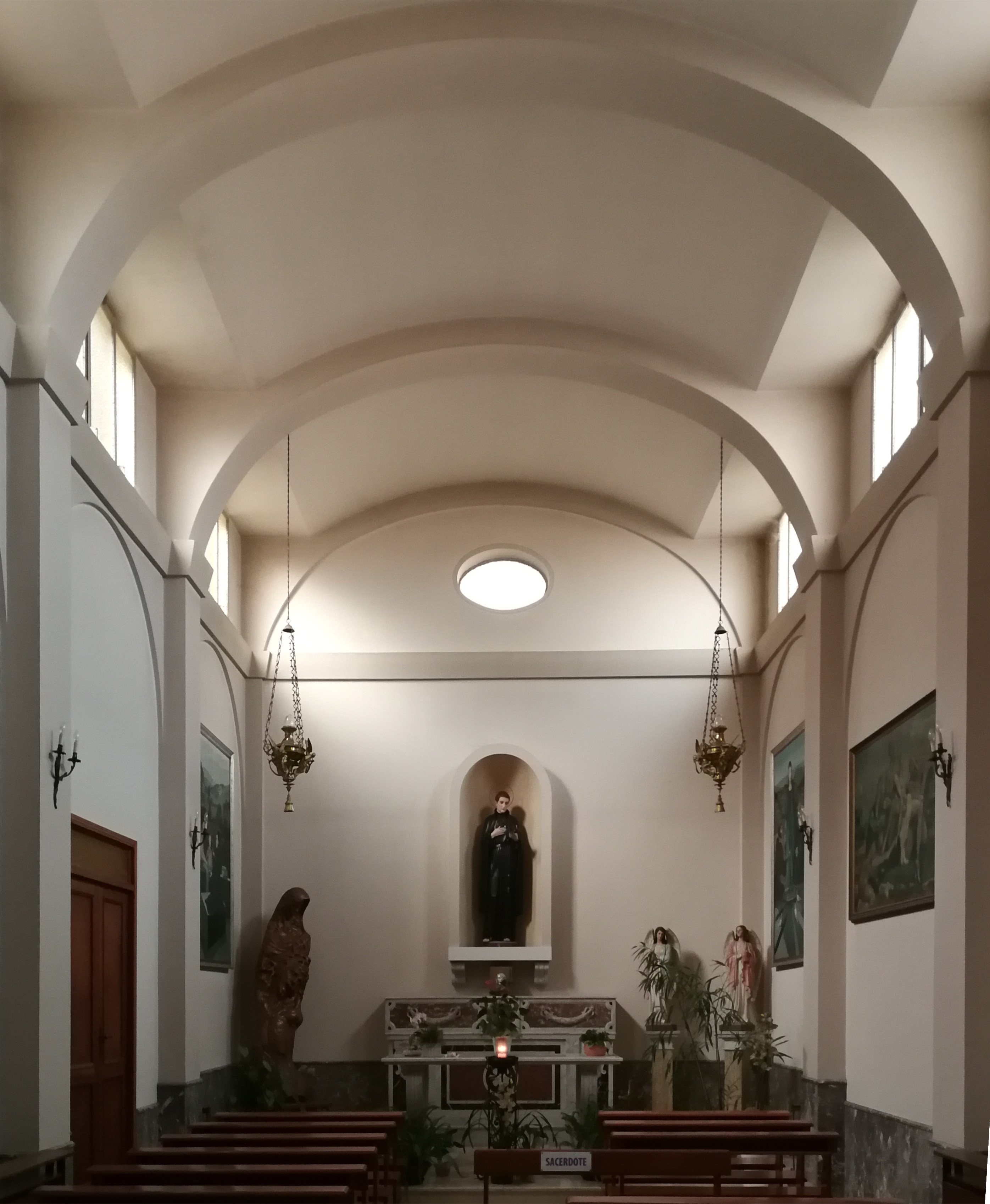
Aula San Gabriele dell'Addolorata
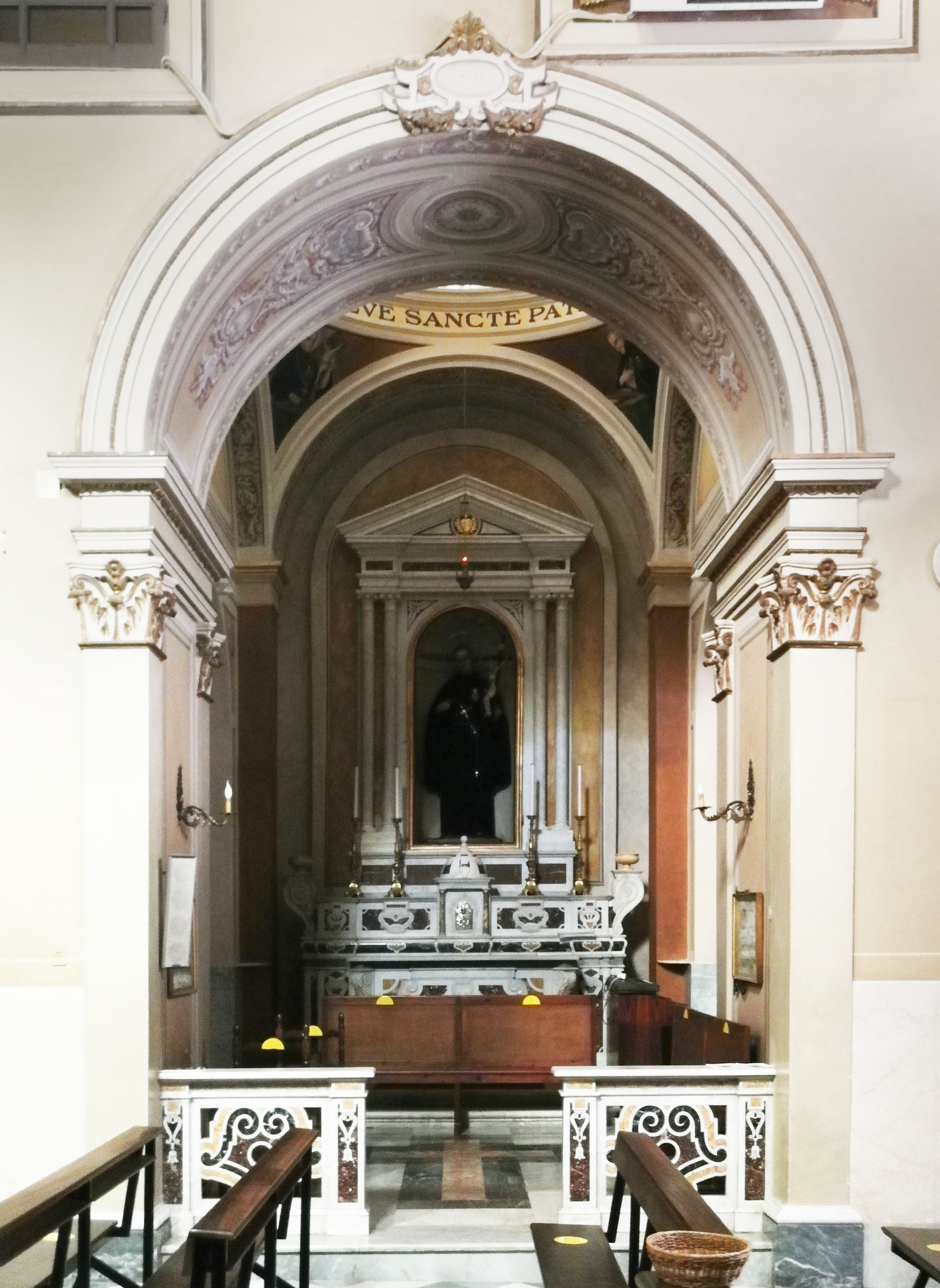
Cappella di San Paolo della Croce
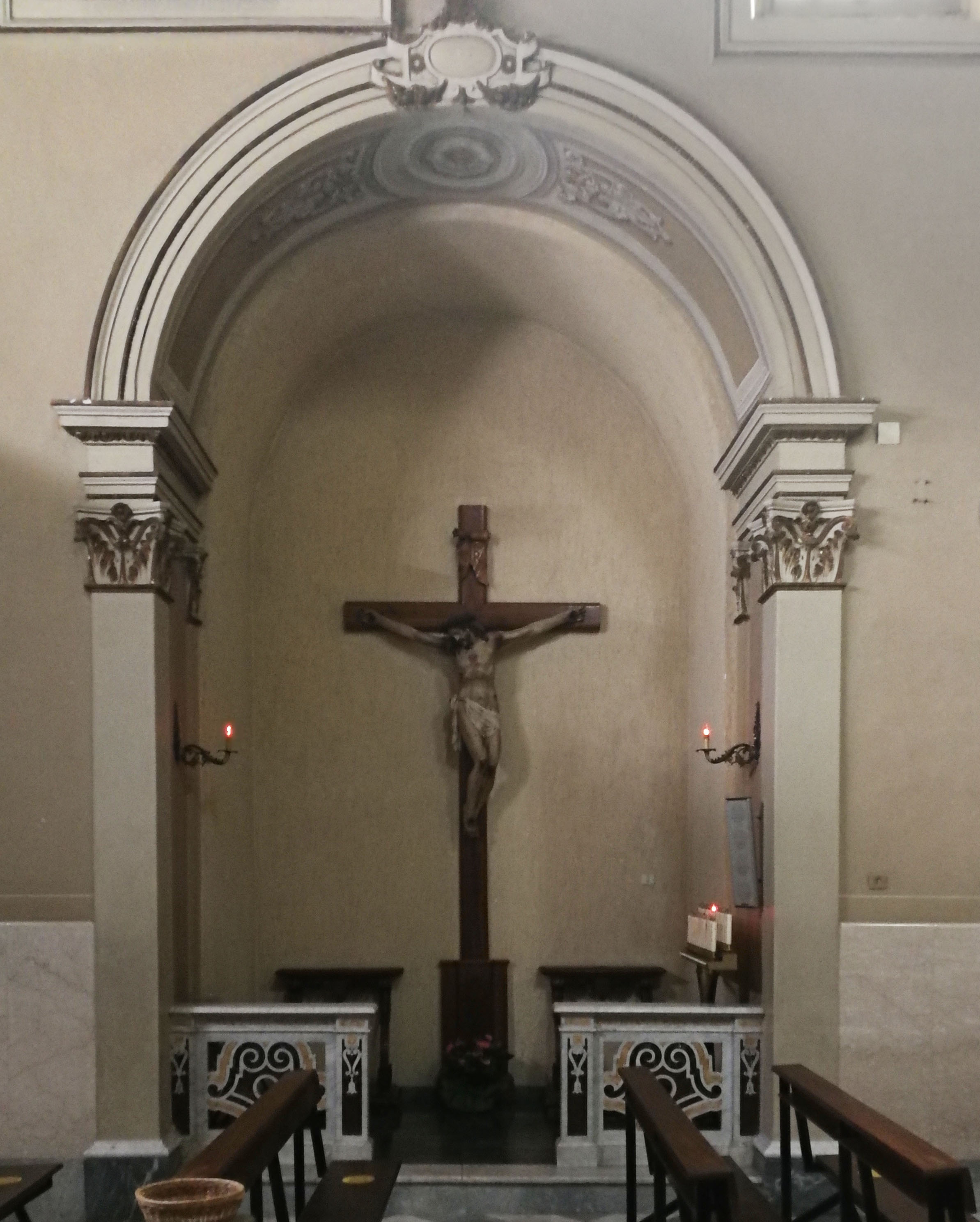
Cappella del Crocifisso
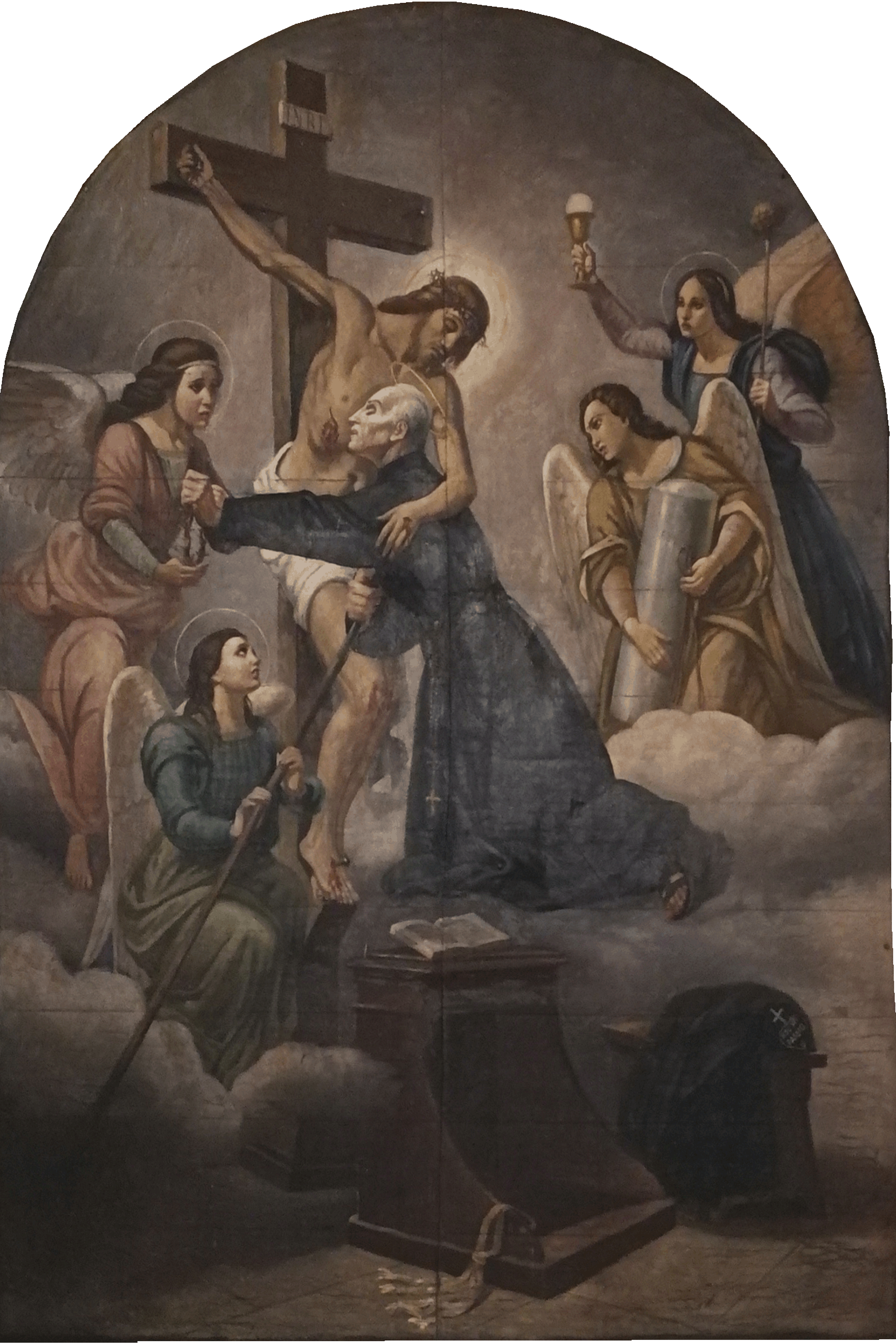
Estasi di San Paolo della Croce
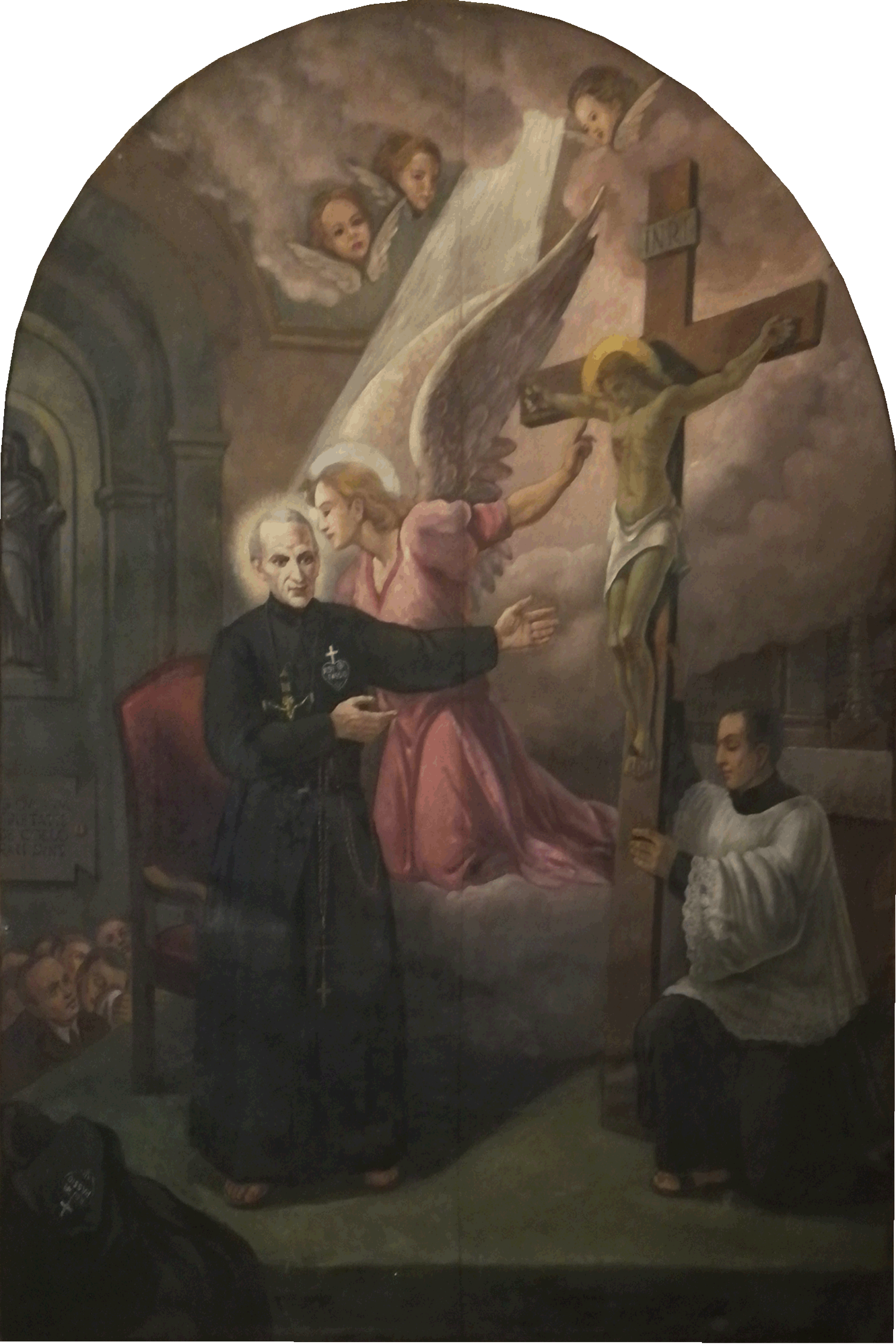
Predicazione illuminata del Vangelo
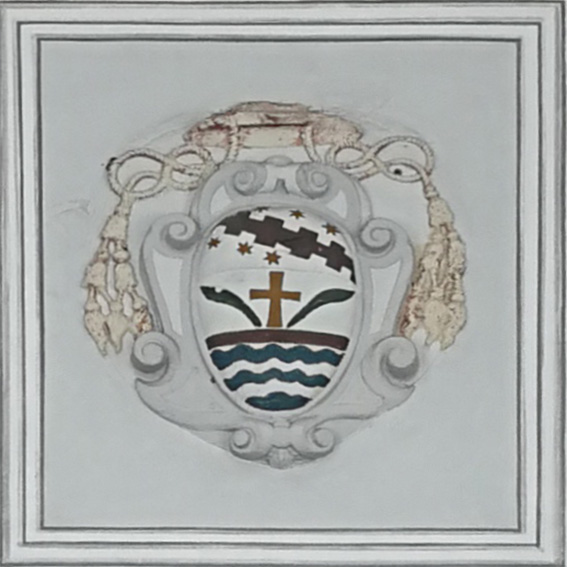
Lapide dello stemma della famiglia Baronio
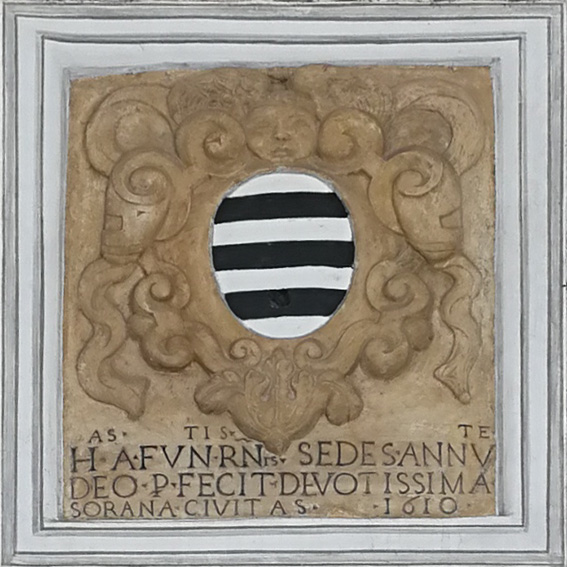
Lapide dello stemma del Comune di Sora
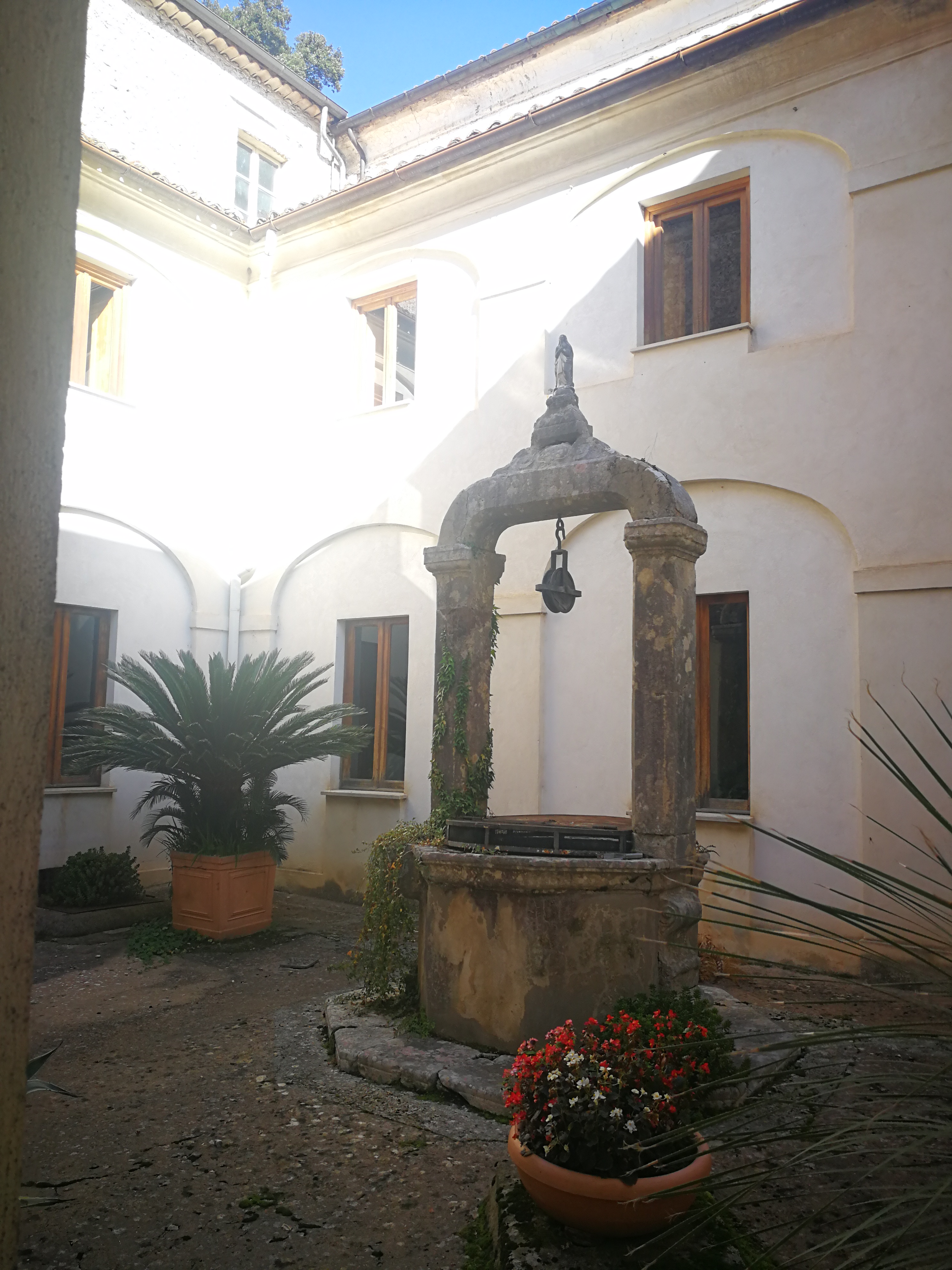
Chiostro interno con pozzo del '600
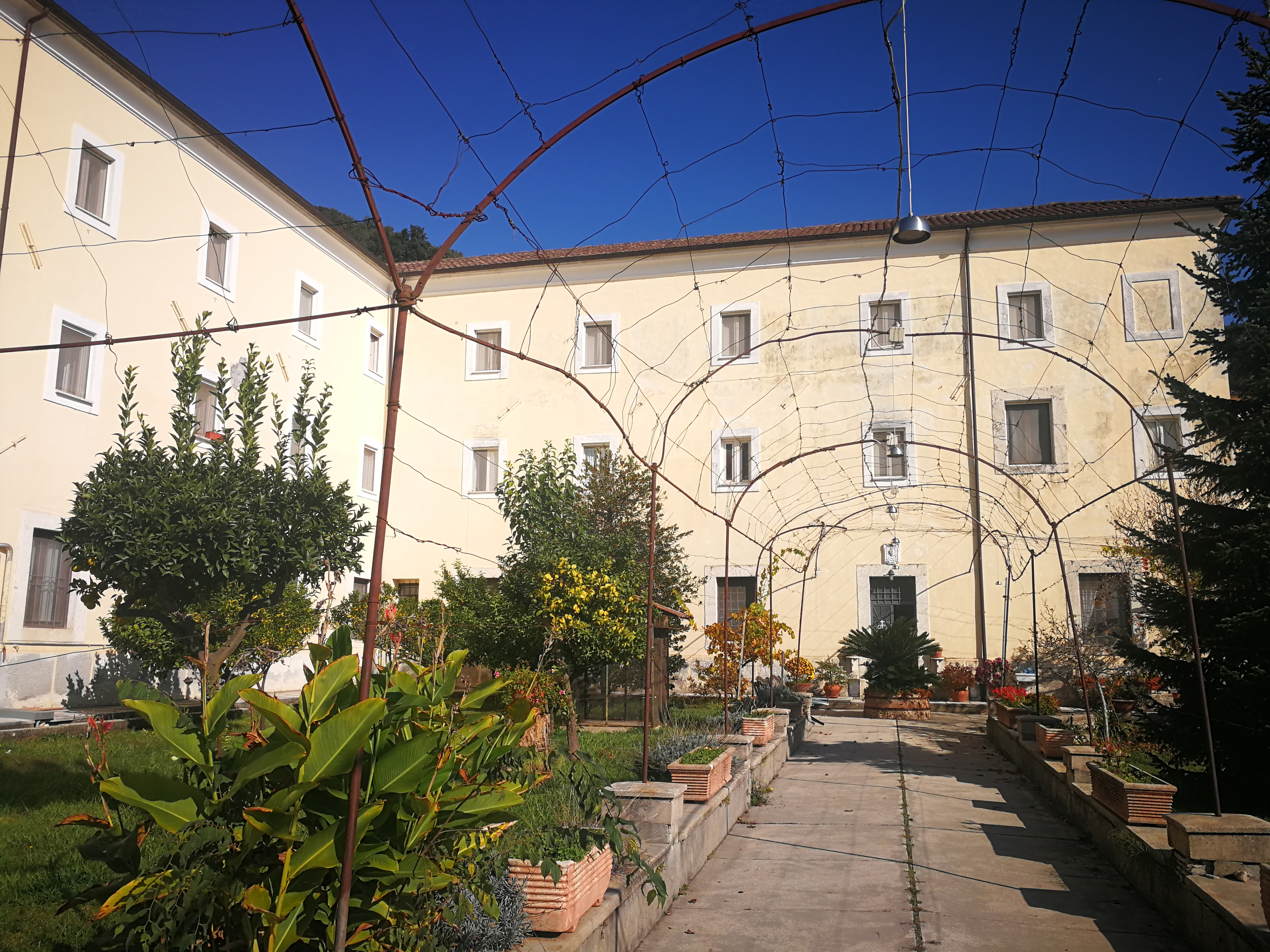
Convento e cortile esterno
Convento e cortile esterno